# Bruno Mattei
Bruno Mattei (Roma, 30 de juliol de 1931 - 21 de maig de 2007) va ser un director de cinema, guionista i editor italià que va dirigir la pel·lícules d'explotació en molts gèneres, com ara dones a la presó, nunsploitation, zombis, mondo, caníbal, i pel·lícules nazisploitation. Les pel·lícules de Mattei sovint seguien les tendències de gènere populars de l'època. Mattei va continuar treballant com a director principalment a les Filipines fins a la seva mort el 2007, just abans d'entrar a la producció de la seva cinquena pel·lícula Zombie.

## Biografia
Mattei va créixer al voltant del cinema, ja que el seu pare era propietari d'un estudi d'edició de pel·lícules. Va estudiar al Centro Sperimentale Centrale i es va graduar el 1951. Mattei va treballar inicialment com a guionista i va afirmar haver treballat en més de 100 pel·lícules. com a editor, una afirmació que l'historiador del cinema Louis Paul va afirmar que era "difícil de verificar". Algunes de les primeres pel·lícules en què va treballar Mattei foren Lulu i Tua per la vita. Els primers treballs cinematogràfics van començar el 1956 a Giovanni dalle Bande Nere, i després va treballar en nombroses pel·lícules de peplum i eurospy.
La seva primera pel·lícula com a director va ser Armida, il Dramma di Una Sposa (1970), després de la qual va dirigir Cuginetta...Amore Mio!, una pel·lícula de sexplotació protagonitzada per Rita De Simone. Després va dirigir pel·lícules de nazisploitation com Casa privata per le SS i KZ9 - Lager di sterminio, algunes pel·lícules mondo protagonitzades per Laura Gemser, Le Notti Porno nel Mondo i Emanuelle e le porno notti nel mondo n.2, i pel·lícules de nunsploitation com La vera storia della monaca di Monza i L'altro inferno.
Mattei va continuar treballant en diversos altres gèneres de temàtica d'explotació durant la dècada de 1980, com ara pel·lícules de zombis, pel·lícules sexuals, peplum i produccions de temàtica de la guerra del Vietnam. El 1982 Mattei va filmar dues pel·lícules de "dones a la presó", Blade Violent - I violenti i Violenza in un carcere femminile. Les notes de l'estrena del DVD Blade Violent - I violenti diuen que "Mattei, utilitzant el sobrenom de Gilbert Roussel, va rodar Blade Violent - I violenti espatlla a espatlla amb Violenza in un carcere femminile. bàsicament el mateix repartiment, però ambdues pel·lícules són completament diferents."
El 1980, Mattei va començar a col·laborar amb el guionista Claudio Fragasso, començant amb La vera storia della monaca di Monza (1980) i acabant amb una comèdia anomenada Tre pesci, una gatta nel letto che scotta (1990). Els dos van treballar estretament durant aquell període de deu anys (col·laborant en 15 pel·lícules), amb Fragasso ocasionalment assumint el paper de director de segona unitat.
Mattei es va encarregar inicialment de dirigir una adaptació d' Hèrcules a partir d'un guió de Ricardo Ghione. La fotografia principal estava programada per començar el maig 1982 a Roma, Itàlia mentre The Hollywood Reporter nomenava Fragasso com a guionista i Ennio Morricone com a compositor i director musical. Ni Mattei, ni Fragasso, ni Morricone apareixen als crèdits a la pantalla. The Hollywood Reporter va declarar més tard que la fotografia principal de Hercules va començar a l'agost de 1982 a Itàlia sota la direcció de Luigi Cozzi. Mattei més tard va dirigir Lou Ferrigno a I sette magnifici gladiatori.)
Mattei va substituir Lucio Fulci com a director de Zombi 3 a les Filipines, després que Fulci deixés el projecte inacabat, després va coproduir Zombie 4: After Death immediatament després amb Fragasso a la cadira del director, utilitzant els mateixos decorats i alguns dels mateixos membres del repartiment. Les altres pel·lícules de Mattei de finals de la dècada dels 80 foren Robowar i Terminator 2 (que incorporava elements de altres pel·lícules populars de ciència-ficció de l'època, com ara The Terminator i Alien). Quan van acabar la dècada de 1980, la major part del treball de Mattei es va publicar directament en vídeo o a televisió italiana, com Appuntamento a Trieste, una minisèrie de televisió italiana de 6 hores de 1987.
A partir de 1993, Mattei va treballar com a director gairebé exclusivament per al productor italià Giovanni Paolucci, un acord de treball que va donar un impuls a la carrera de Mattei després que ell i Fragasso haguessin seguit camins diferents el 1990. Paolucci va produir la majoria de les pel·lícules posteriors de Mattei,. Mattei va continuar dirigint pel·lícules fins a la seva mort. Va morir en un hospital de Roma després de complicacions per una cirurgia de tumor cerebral el 21 de maig de 2007, als 75 anys.

## Estil
Jason Buchanan va descriure les pel·lícules de Bruno Mattei com a "esforços de baix pressupost i plens de sang" i que "els amants de les pel·lícules B poden argumentar la seva importància en l'àmbit del cinema fins que el món s'acabi, pocs negaran que les seves pel·lícules rarament no aconsegueixen entretenir en termes de només de violència descarada i gratuïta, si això és el teu tipus de pel·lícula".
Louis Paul, en la seva anàlisi dels directors de cinema de terror italians, va afirmar que la carrera de Mattei consistia en ser un "director de pel·lícules d'imitació. Sempre que una pel·lícula o un gènere es feia popular, dirigia el seu propi remake (no sancionat) o seqüela no oficial." Daniel Budnik, autor d'un llibre sobre pel·lícules d'acció dels anys 80, va descriure Mattei com "no estrany a simplement estafa coses", i va assenyalar el seu ús de la música de Goblin per Virus, imatges d'arxiu de documentals sobre tribus sud-africanes i imatges d'atac de taurons per a la seva 'Cruel Jaws, que finalment descriu ell com "el millor de tots els artistes estafadors possibles […] Bruno realment va fer les seves coses i va seguir el seu camí", que va implicar "estafar a tothom, però no pots tenir-ho tot".
Mattei va utilitzar diversos àlies al llarg de la seva carrera, com Jordan B. Matthews, Jimmy Matheus, Gilbert Roussel, Axel Berger, Michael Cardoso, David Hunt, Werner Knox, Pierre Le Blanc, Stefan Oblowsky i el més famós Vincent Dawn.

## Filmografia
- 99 donne (seqüència pornogràfca 970)
- Le galanti avventure di Zorro (1972)
- Emanuelle e Françoise (Le sorelline) (material adjunt de Joe D'Amato) (1975)
- Cuginetta... amore mio! (1976)
- Casa privata per le SS (1977)
- KZ9 - Lager di sterminio (1977)
- Le notti porno del mondo (material adjunt de Joe D'Amato) (1977)
- Emanuelle e le porno notti nel mondo n.2 (codirigida amb Joe D'Amato) (1978)
- Cicciolina amore mio (codirigida amb Amasi Damiani e Riccardo Schicchi) (1979)
- Sexual aberration - Sesso perverso (1979)
- La provinciale a lezione di sesso (1980)
- La vera storia della monaca di Monza (1980)
- Virus - L'inferno dei morti viventi (codirigida amb Claudio Fragasso) (1980)
- L'altro inferno (codirigida amb Claudio Fragasso) (1981)
- Caligola e Messalina (codirigida amb Antonio Passalia i Jean-Jacques Renon) (1981)
- Nerone e Poppea (codirigida amb Antonio Passalia) (1982)
- Sesso perverso, mondo violento (1982)
- Violenza in un carcere femminile (1982)
- Blade Violent - I violenti (codirigida amb Claudio Fragasso) (1983)
- I sette magnifici gladiatori (codirigida amb Claudio Fragasso) (1984)
- Rats - Notte di terrore (codirigida amb Claudio Fragasso) (1984)
- Appuntamento a Trieste (mini serie TV) (1987)
- Double Target (Doppio bersaglio) (codirigida amb Claudio Fragasso) (1987)
- Bianco Apache (codirigida amb Claudio Fragasso) (1987)
- Strike Commando (codirigida amb Claudio Fragasso) (1987)
- Scalps (codirigida amb Claudio Fragasso) (1987)
- Sortis de route (1988)
- Cop Game - Gioco di poliziotto (1988)
- Zombi 3 (codirigida amb Claudio Fragasso, subentrati a Lucio Fulci) (1988)
- Trappola diabolica (codirigida amb Claudio Fragasso) (1988)
- Nato per combattere (1989)
- Robowar - Robot da guerra (1989)
- Desideri (1990)
- Tre pesci, una gatta nel letto che scotta (1990)
- Terminator 2 (1989)
- Attrazione pericolosa (1993)
- Gatta alla pari (1993) (no acreditat, codirigida amb Gianni Cozzolino)
- Un grande amore (1994) (no acreditat, codirigida amb Ninì Grassia)
- Gli occhi dentro (1994)
- Innamorata (1995) (no acreditat, codirigida amb Ninì Grassia)
- Omicidio al telefono (1995)
- Legittima vendetta (1995)
- Cruel Jaws - Fauci crudeli (pel·lícula TV) (1995)
- Ljuba - Corpo e anima (1997)
- Un giudice di rispetto (2000)
- Belle da morire (2002)
- Capriccio veneziano (2002)
- Privè (2002)
- Snuff killer - La morte in diretta (2003)
- Nella terra dei cannibali (2003)
- Mondo cannibale (2003)
- La tomba (2004)
- Un brivido sulla pelle (2005)
- Segreti di donna (2005)
- Segreti di donna 2 (2005)
- Fuga orientale (2005)
- Belle da morire 2 (2005)
- Il re di cuori (2005)
- Anime perse (2006)
- L'isola dei morti viventi (2006)
- Zombi - La creazione (2007)
- Viaggio ai confini dell'Eros (2007) (com Pierre Le Blanc)
- Cannibali - Leggenda o realtà (2007) (com David Hunt)